# المدرسة الشماعية
المدرسة الشّمّاعية أو مدرسة الشَمّاعِين هي أول مدرسة تم بناؤها في مدينة تونس بل وفي بلاد الغرب الإسلامي، بعد أن عرف هذا النوع من المؤسّسات التعليمية والثقافية بالمشرق من قبل  وهي تعود إلى العهد الحفصي، وتعتبر من المعالم التاريخية للمدينة العتيقة، حيث أنها معلم مرتب بأمر 1815 المؤرخ 19 أكتوبر 1992.

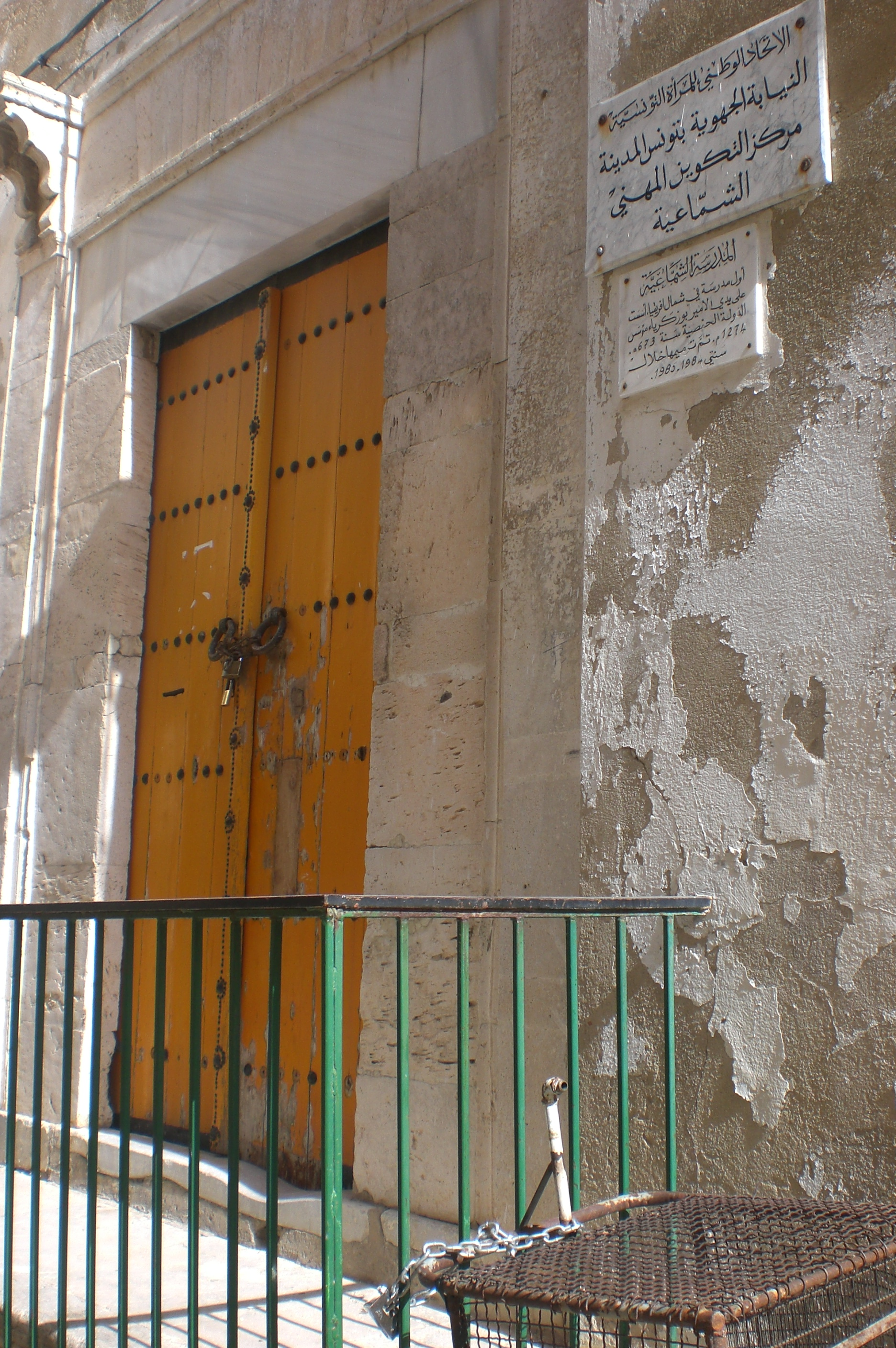
المدرسة الشماعية من الخارج

## تأسيسها
أمر ببناء هذه المدرسة السلطان الحفصي أبو زكريّاء يحيى الأول عام 673 هـ/ 1274 م، ويرى الطاهر المعموري في تحقيقه لكتاب ابن الشماع أن تاريخ تأسيسها يعود إلى 633 هـ/1237 م. وهي بذلك أول مدرسة من نوعها تتأسس في بلاد المغرب  إذا استثنيت المدارس الموحدية التي وجدت داخل القصور  وقد جعلها قرب قصره وقرب جامع الزيتونة، ويتفق المؤرخون على أن المدرسة الشماعية، مثلها مثل بقية المدارس الحفصية الأخرى، كانت تهدف إلى نشر المذهب الموحّدي وهو المذهب الرّسمي للدولة، وتكوين إطارات كفأة للإدارة. من جهة أخرى، قد يكون المهندس الذي أشرف عليها هو علي بن محمد بن القاسم الذي كلفه أبو زكرياء يحي الحفصي ببناء مسجده ، غير أنها تحمل مؤثرات معمارية شرقية تتمثل في وجود أواوين.

## موقعها
سمّيت هذه المدرسة بالشماعية نسبة إلى سوق الشماعية الذي كان يصنع به شمع من شهد العسل لكي يستضاء به في المعالم الدينية المجاورة من جوامع ومساجد لخلوّه من بعض المواد التي قد تكون محرّمة. وهي تقع بقلب مدينة تونس وتحديدا بالزنقة التي تحمل اسمها، عدد 4، والقريبة من سوق البلاغجية، وبالتالي فهي قريبة جدا من جامع الزيتونة، كما أنها قريبة من عدة مؤسسات دينيّة أخرى من بينها زاوية سيدي أحمد بن عروس.

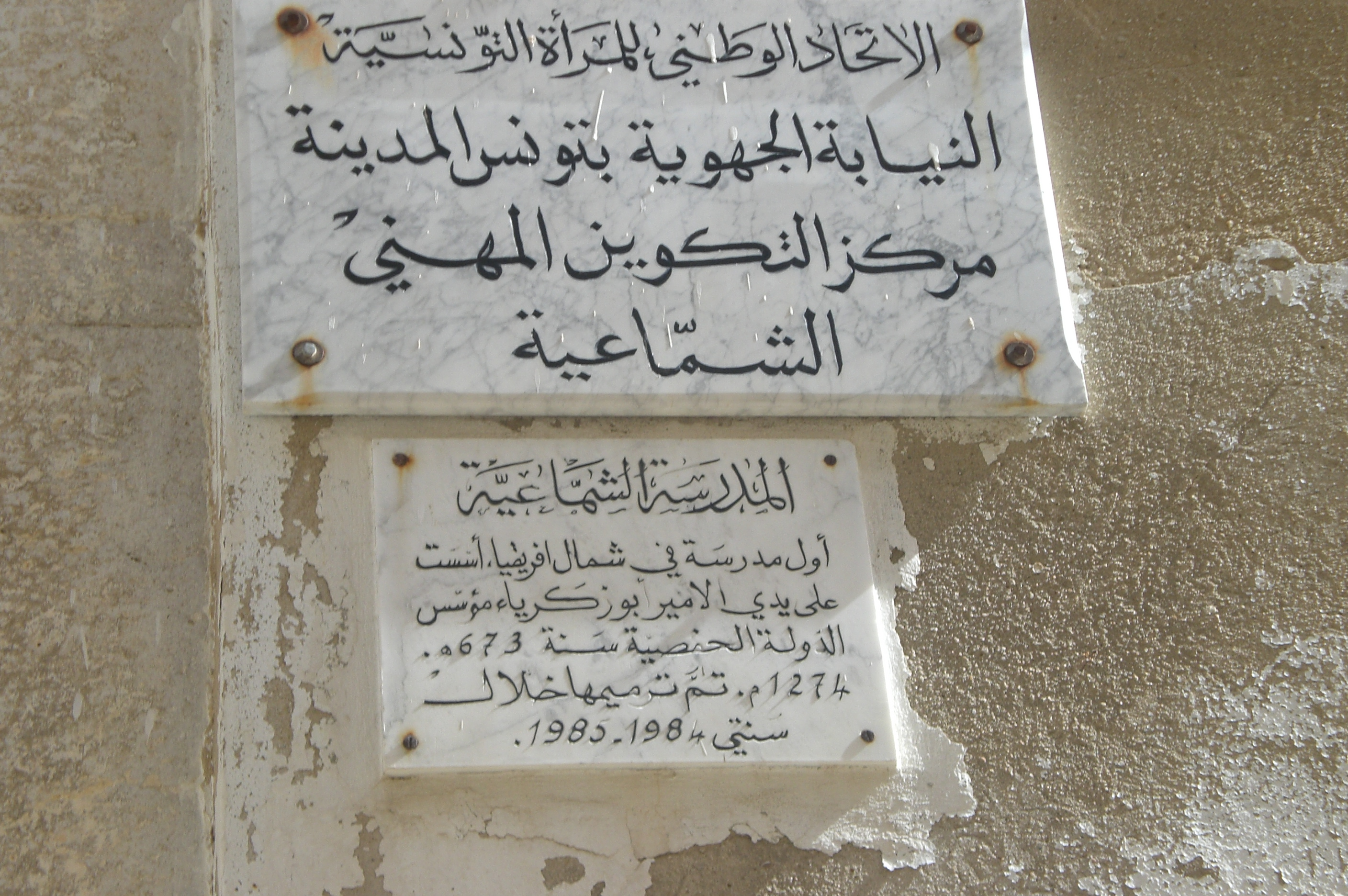
نقيشتان على يمين باب المدرسة الشماعية

## وصفها
يقع الدخول إلى المدرسة الشمّاعيّة بعد صعود تسع درجات من الحجارة، وهي ذات باب منعرج وتتكوّن المدرسة من صحن تحيط به أروقة من الجهات الأربع، ويتشكل كل رواق منها من ثلاثة عقود أو أقواس حدويّة ترتكز على أعمدة ذات تيجان حفصية. وينفتح تحت الرواقين الشمالي الشرقي والجنوبي الغربي إيوانان محاطان بغرف الطلبة، ويدل وجودهما على التأثيرات المعمارية الشرقية. ولهذه المدرسة طابق علوي يختلف من حيث عمارته على الطابق الأرضي ويبدو أنه أضيف فيما بعد. وبها مسجدان فوق بعضهما أحدهما بالطابق الأرضي والآخر بالطابق العلوي ، وفي هذا المعنى يقول عبد العزيز الدولاتلي «وقد زوّدت هذه المدرسة بمصليين يقع الأول في الطابق السفلي والآخر فوقه في الطابق العلوي، هما عبارة عن بيتين يرتكزان على أعمدة، لهما أبعاد متساوية وأسلوب بناء متشابه. إننا لم نستطع البحث في محراب الطابق الأسفل لكن محراب الطابق العلوي له أهمية كبرى فهو بنية نصف دائرية تتوّجها قُبَيْبة يحيط بقوسها الحدوي نتوء يتكوّن من حلبة مقعّرة ومسطّرة ويحف نفس النتوء بأماكن مختلفة كالعضادات والإطار المستطيل ونظرا لعدم وجود التيجان في المحراب فقد اضطلع النتوء بدور الانتقال من العضادة إلى مسقط القوس... وهي وضعية مشابهة لمثيلتها في مدخل القوس في الطابق الأسفل». أما من حيث الزخرفة فتتميز ببساطتها، وقد وقع الاقتصار فيها على تلبيس الأرضية والجدران بحجر الكذال.

## تاريخها
عند تأسيس المدرسة الشماعية، كانت جراية المدرّس بها عشرة دنانير حفصية، وقد حُبّست عليها أوقاف لتغطية مصاريفها المختلفة. ومن أشهر مشائخها آنذاك: أبو القاسم بن البراء وأبو علي عمر بن قداح الهواري وأبو القاسم القسنطيني وأبو عبد الله البحيري وأبو العباس القلشاني ومحمد الزندوي  والقاضي أبو القاسم ابن زيتون. وقد زارها البلوي بعد رجوعه من الحج عام 739 هـ/1338 م واجتمع بطلبتها وبالمدرسين فيها  ومن أشهر تلاميذها العلامة عبد الرحمان بن خلدون  لكن يبدو أن الاضطرابات التي عرفتها البلاد في أواخر العهد الحفصي ثم نتيجة الاحتلال الإسباني أدى إلى تراجع هذه المدرسة وغيرها من المدارس كالمدرسة العنقية، فقام الأتراك العثمانيون بعد ضمهم لتونس بترميم تلك المدارس ومن ضمنها المدرسة الشماعية ، وقد وقع ترميمها من قبل أبو الغيث القشاش والداي أحمد خوجة عام 1057هـ/ 1647 وجعلها خاصة بطلبة المذهب الحنفي وهو المذهب الرسمي للدولة، وكان من بين المدرسين فيها الشيخ والمدرس الحنفي أحمد برناز (1664-1726). وبعد الاستقلال وقع ترميمها عامي 1984 م-1985 م  وجعلها مركزا للتكوين المهني لتعليم حرف الصناعة التقليدية تابعا لنيابة مدينة تونس للاتحاد الوطني للمرأة التونسية  بما ينسجم مع محيطها.

## إشارات مرجعية
1. 1 2  "Wiki Loves Monuments monuments database". 3 نوفمبر 2017.
2. ↑  وصلة مرجع: http://www.docartis.com/Tunisia_Decreti/DECRETS/Pagine/1992_19octobre.html.
3. 1 2  http://www.tunipresse.com/article.php?id=325 نسخة محفوظة 11 نوفمبر 2011 على موقع واي باك مشين. المدرسة الشماعية (1): من اشعاع حضاري وعلمي... إلى مركز لحماية الصناعــــة التقليديـــــة
4. ↑  حسب ما يظهر في لوحة بلورية معلقة على الجانب الأيسر من باب المدرسة
5. 1 2 3  ابن الشماع، الأدلة البينة النورانية في مفاخر الدولة الحفصية، تحقيق الطاهر المعموري، الدار العربية للكتاب، تونس، 1988، ص 56
6. ↑  انظر النقيشة المصاحبة المعلقة على يمين باب المدرسة
7. ↑  روبار برنشفيك، تاريخ إفريقية في العهد الحفصي، من القرن 13 إلى نهاية القرن 15، تعريب حمادي الساحلي، دار الغرب الإسلامي، بيروت، 1988، ج 1، ص 382-383
8. ↑  http://islamport.com/d/3/amm/1/255/3245.html مجلة التاريخ العربي نسخة محفوظة 2020-11-09 على موقع واي باك مشين.
9. ↑  http://www.discoverislamicart.org/database_item.php?id=monument;ISL;tn;Mon01;13;fr المدرسة الشماعية نسخة محفوظة 2017-09-12 على موقع واي باك مشين.
10. 1 2  http://www.attarikh-alarabi.ma/Html/adad5partie11.htm نسخة محفوظة 9 ديسمبر 2010 على موقع واي باك مشين. د. الباجي بن مامي، لمحة تاريخية حول مدينة تونس
11. 1 2 3 4  http://www.discoverislamicart.org/database_item.php?id=monument;ISL;tn;Mon01;13;ar المدرسة الشماعية نسخة محفوظة 2016-05-14 على موقع واي باك مشين.
12. ↑  http://www.tunipresse.com/article.php?id=325 نسخة محفوظة 11 نوفمبر 2011 على موقع واي باك مشين. المدرسة الشماعية (1): من إشعاع حضاري وعلمي... إلى مركز لحماية الصناعــــة التقليديـــــة
13. ↑  عبد العزيز الدولاتلي، مدينة تونس في العهد الحفصي، نقلا عن نفس المصدر
14. ↑  Exposition Des origines à vénérer نسخة محفوظة 04 أبريل 2016 على موقع واي باك مشين.
15. ↑  حسب ما تنص على ذلك النقيشة تامعلقة بجانب الباب الخارجي
16. ↑  انظر النقيشة المصاحبة